# Tell Me You Love Me World Tour
A Tell Me You Love Me World Tour foi a sexta turnê da cantora norte-americana Demi Lovato, em suporte de seu sexto álbum de estúdio, Tell Me You Love Me (2017). Seu início ocorreu em 26 de fevereiro de 2018 em San Diego, Estados Unidos, e concluindo-se precocemente em 22 de julho de 2018 em Paso Robles, Estados Unidos, devido a problemas de saúde da artista.

## Antecedentes
Em 26 de outubro de 2017, Lovato anunciou que a turnê contaria com um convidado especial. Mais tarde, naquele mesmo dia, anunciou que DJ Khaled era o convidado especial. Durante o American Music Awards de 2017, Lovato anunciou que a cantora Kehlani faria parte do conjunto de convidados especiais da turnê durante os atos de abertura.
No Good Morning America, Lovato anunciou que o projeto CAST Centers, que é focado no suporte à saúde mental e co-dirigido por ela, voltaria durante a turnê para oferecer sessões de terapia e workshops acerca da promoção do bem-estar para os fãs. Em 12 de fevereiro de 2018, Lovato revelou as datas da etapa europeia, sendo iniciadas em maio de 2018. Esta é a primeira vez que a cantora faz uma turnê pela Europa. Em 15 de fevereiro, Lovato revelou as datas da etapa na América Latina.
Em entrevista à revista Billboard, Lovato disse que a turnê contaria com uma grande produção, comentando: "Eu representarei quem eu sou como pessoa e como artista e mal posso esperar para que o país veja isso," afirmou a cantora. Além disso, almeja buscar uma experiência íntima com a turnê. (...) Vou utilizar as arenas e ter certeza de que, independente do lugar que você esteja sentado, você consiga assistir à minha performance pessoal de perto".

## Repertório
O repertório abaixo é constituído do show feito em em 28 de fevereiro em San José, não sendo representativo de todos os concertos.
1. "You Don't Do It for Me Anymore"
2. "Daddy Issues"
3. "Cool for the Summer"
4. "Sexy Dirty Love"
5. "Heart Attack"
6. "Give Your Heart a Break"
7. "Confident"
8. "Games"
9. "Concentrate"
10. "Cry Baby"
11. "Lonely"
12. "No Promises"
13. "Échame la culpa"
14. "Warrior"
15. "Father"
16. "Smoke & Mirrors"
17. "Sorry Not Sorry"
18. "Tell Me You Love Me"

- Nos concertos de 26 de fevereiro de 2018 em San Diego e 2 de março de 2018 em Inglewood, Lovato interpretou "Yes" devido a um pedido de casamento em ambos os concertos.[8]
- No concerto de 16 de março de 2018 no Brooklyn, Lovato interpretou "Savior" com a rapper Iggy Azalea.
- No concerto de 16 de junho de 2018 em Manchester, Lovato interpretou "Skyscraper".

## Datas
| Data                       | Cidade                     | País                       | Local                      | Atos de abertura           | Público                    | Receita                    |
| Etapa 1 — América do Norte | Etapa 1 — América do Norte | Etapa 1 — América do Norte | Etapa 1 — América do Norte | Etapa 1 — América do Norte | Etapa 1 — América do Norte | Etapa 1 — América do Norte |
| -------------------------- | -------------------------- | -------------------------- | -------------------------- | -------------------------- | -------------------------- | -------------------------- |
| 26 de fevereiro de 2018    | San Diego                  | Estados Unidos             | Viejas Arena               | DJ Khaled Kehlani          | 7,967 / 7,967              | US$ 612,007                |
| 28 de fevereiro de 2018    | San José                   | Estados Unidos             | SAP Center                 | DJ Khaled Kehlani          | 12,371 / 12,743            | US$ 967,760                |
| 2 de março de 2018         | Inglewood                  | Estados Unidos             | The Forum                  | DJ Khaled Kehlani          | 14,436 / 14,436            | US$ 1,224,291              |
| 3 de março de 2018         | Las Vegas                  | Estados Unidos             | MGM Grand Garden Arena     | DJ Khaled Kehlani          | 11,133 / 11,675            | US$ 720,336                |
| 4 de março de 2018         | Phoenix                    | Estados Unidos             | Talking Stick Resort Arena | DJ Khaled Kehlani          | 12,490 / 13,529            | US$ 881,124                |
| 7 de março de 2018         | Dallas                     | Estados Unidos             | American Airlines Center   | DJ Khaled Kehlani          | 15,352 / 15,581            | US$ 1,176,161              |
| 9 de março de 2018         | Rosemont                   | Estados Unidos             | Allstate Arena             | DJ Khaled Kehlani          | 13,554 / 13,554            | US$ 1,157,501              |
| 10 de março de 2018        | Minneapolis                | Estados Unidos             | Target Center              | DJ Khaled Kehlani          | 10,695 / 13,180            | US$ 716,150                |
| 13 de março de 2018        | Detroit                    | Estados Unidos             | Little Caesars Arena       | Kehlani                    | 12,955 / 14,541            | US$ 889,170                |
| 14 de março de 2018        | Columbus                   | Estados Unidos             | Schottenstein Center       | DJ Khaled Kehlani          | 12,615 / 12,615            | US$ 952,625                |
| 16 de março de 2018        | Brooklyn                   | Estados Unidos             | Barclays Center            | DJ Khaled Kehlani          | 15,249 / 15,249            | US$ 1,577,852              |
| 17 de março de 2018        | Montreal                   | Canadá                     | Bell Centre                | DJ Khaled Kehlani          | 8,244 / 9,700              | US$ 559,329                |
| 19 de março de 2018        | Toronto                    | Canadá                     | Air Canada Centre          | DJ Khaled Kehlani          | 13,372 / 15,361            | US$ 936,240                |
| 23 de março de 2018        | Filadélfia                 | Estados Unidos             | Wells Fargo Center         | DJ Khaled Kehlani          | 13,946 / 14,075            | US$ 1,081,723              |
| 24 de março de 2018        | Washington, D.C.           | Estados Unidos             | Capital One Arena          | DJ Khaled Kehlani          | 16,141 / 16,141            | US$ 1,328,860              |
| 26 de março de 2018        | Boston                     | Estados Unidos             | TD Garden                  | DJ Khaled Kehlani          | 14,011 / 14,011            | US$ 1,197,312              |
| 28 de março de 2018        | Nashville                  | Estados Unidos             | Bridgestone Arena          | DJ Khaled Kehlani          | 15,269 / 15,452            | US$ 1,049,797              |
| 30 de março de 2018        | Miami                      | Estados Unidos             | American Airlines Arena    | DJ Khaled Kehlani          | 12,377 / 12,377            | US$ 938,395                |
| 31 de março de 2018        | Tampa                      | Estados Unidos             | Amalie Arena               | DJ Khaled Kehlani          | 14,863 / 14,863            | US$ 1,129,217              |
| 2 de abril de 2018         | Newark                     | Estados Unidos             | Prudential Center          | Kehlani                    | 13,723 / 13,723            | US$ 1,052,440              |
| Etapa 2 — Europa           |                            |                            |                            |                            |                            |                            |
| 24 de maio de 2018         | Belfast                    | Irlanda do Norte           | SSE Arena                  | Joy                        | N/A                        | N/A                        |
| 25 de maio de 2018         | Dublin                     | Irlanda                    | 3Arena                     | Joy                        | N/A                        | N/A                        |
| 27 de maio de 2018         | Swansea                    | País de Gales              | Singleton Park             | —                          | N/A                        | N/A                        |
| 28 de maio de 2018         | Antuérpia                  | Bélgica                    | Lotto Arena                | Joy                        | N/A                        | N/A                        |
| 30 de maio de 2018         | Copenhague                 | Dinamarca                  | Forum Copenhagen           | Joy                        | N/A                        | N/A                        |
| 1º de junho de 2018        | Oslo                       | Noruega                    | Oslo Spektrum              | Joy                        | N/A                        | N/A                        |
| 2 de junho de 2018         | Estocolmo                  | Suécia                     | Annexet                    | Joy                        | N/A                        | N/A                        |
| 4 de junho de 2018         | Paris                      | França                     | Zénith de Paris            | Joy                        | N/A                        | N/A                        |
| 6 de junho de 2018         | Colônia                    | Alemanha                   | Lanxess Arena              | Joy                        | N/A                        | N/A                        |
| 7 de junho de 2018         | Zurique                    | Suíça                      | Hallenstadion              | Joy                        | N/A                        | N/A                        |
| 9 de junho de 2018         | Newmarket                  | Inglaterra                 | Newmarket Racecourse       | —                          | N/A                        | N/A                        |
| 13 de junho de 2018        | Glasgow                    | Escócia                    | The SSE Hydro              | Jax Jones Joy              | N/A                        | N/A                        |
| 15 de junho de 2018        | Newcastle                  | Inglaterra                 | Metro Radio Arena          | Jax Jones Joy              | N/A                        | N/A                        |
| 16 de junho de 2018        | Manchester                 | Inglaterra                 | Manchester Arena           | Jax Jones Joy              | N/A                        | N/A                        |
| 18 de junho de 2018        | Amsterdã                   | Países Baixos              | AFAS Live                  | N/A                        | N/A                        | N/A                        |
| 19 de junho de 2018        | Amsterdã                   | Países Baixos              | AFAS Live                  | N/A                        | N/A                        | N/A                        |
| 21 de junho de 2018        | Barcelona                  | Espanha                    | Sant Jordi Club            | N/A                        | N/A                        | N/A                        |
| 22 de junho de 2018        | Madrid                     | Espanha                    | Palacio Vistalegre         | N/A                        | N/A                        | N/A                        |
| 24 de junho de 2018        | Lisboa                     | Portugal                   | Parque da Bela Vista       | N/A                        | N/A                        | N/A                        |
| 25 de junho de 2018        | Londres                    | Inglaterra                 | The O2 Arena               | Jax Jones Joy              | N/A                        | N/A                        |
| 27 de junho de 2018        | Bolonha                    | Itália                     | Unipol Arena               | Joy                        | N/A                        | N/A                        |
| 29 de junho de 2018        | Birmingham                 | Inglaterra                 | Arena Birmingham           | Jax Jones Joy              | N/A                        | N/A                        |
| Etapa 3 — América do Norte |                            |                            |                            |                            |                            |                            |
| 22 de julho de 2018        | Paso Robles                | Estados Unidos             | Paso Robles Event Center   | N/A                        | N/A                        | N/A                        |
| Total                      |                            |                            |                            |                            |                            |                            |

### Apresentações canceladas
| Data                   | Cidade           | País           | Local                         | Motivo                                                                |
| ---------------------- | ---------------- | -------------- | ----------------------------- | --------------------------------------------------------------------- |
| 28 de abril de 2018    | Quito            | Equador        | Coliseo General Rumiñahui     | Problemas na produção                                                 |
| 30 de abril de 2018    | Cidade do Panamá | Panamá         | Centro de Convenciones Amador | Problemas na produção                                                 |
| 1º de maio de 2018     | Alajuela         | Costa Rica     | Parque Viva                   | Problemas na produção                                                 |
| 26 de julho de 2018    | Atlantic City    | Estados Unidos | Atlantic City Beach           | Hospitalização da cantora por overdose aparente                       |
| 20 de setembro de 2018 | Cidade do México | México         | Arena Ciudad de México        | Shows cancelados para a cantora focar em sua recuperação por overdose |
| 22 de setembro de 2018 | Monterrei        | México         | Arena Monterrey               | Shows cancelados para a cantora focar em sua recuperação por overdose |
| 14 de novembro de 2018 | Santiago         | Chile          | Movistar Arena                | Shows cancelados para a cantora focar em sua recuperação por overdose |
| 17 de novembro de 2018 | Buenos Aires     | Argentina      | DirecTV Arena                 | Shows cancelados para a cantora focar em sua recuperação por overdose |
| 19 de novembro de 2018 | São Paulo        | Brasil         | Allianz Parque                | Shows cancelados para a cantora focar em sua recuperação por overdose |
| 21 de novembro de 2018 | Rio de Janeiro   | Brasil         | Jeunesse Arena                | Shows cancelados para a cantora focar em sua recuperação por overdose |
| 24 de novembro de 2018 | Recife           | Brasil         | Classic Hall                  | Shows cancelados para a cantora focar em sua recuperação por overdose |
| 27 de novembro de 2018 | Fortaleza        | Brasil         | Centro de Eventos do Ceará    | Shows cancelados para a cantora focar em sua recuperação por overdose |